# Essiac
Essiac este un ceai din plante promovat ca fiind un tratament alternativ pentru cancer.
A fost utilizat încă din 1922, de către asistenta medicală Rene Caisse, pentru tratarea pacienților bolnavi de cancer și alte boli grave.
Pentru a prepara acest remediu, Rene a combinat rădăcina de brusture, măcriș de pădure (inclusiv rădăcină), rubarbă și ulm.
După ce rețeta a devenit din ce în ce mai cunoscută, ea a fost îmbunătățită cu trifoi roșu, kelp, năsturel și schinel.